# Oileo
Oileo (in greco antico: Ὀϊλεύς?, Oīlèus) è un personaggio della mitologia greca. Re della Locride ed Argonauta.

## Genealogia
Figlio di Odoidoco (figlio di Cino e nipote di Opo) e di Agrianome (figlia di Perseon), sposò Eriope (figlia di Fere e detta anche Alcimache) e fu padre di Aiace Oileo e di Medonte, quest'ultimo avuto dalla ninfa Rene.
Secondo Igino, Rene è anche la madre di Aiace.

## Mitologia
Viaggiò con gli Argonauti verso la Colchide alla ricerca del vello d'oro ed al suo ritorno fu ferito alla spalla durante l'attacco degli uccelli del lago Stinfalo mentre si trovava sulla nave Argo e ricevette aiuto dal compagno Eribote.
Suo figlio Medonte combatté nella guerra di Troia con Aiace ed i greci quando parlavano di loro li chiamavano gli Olionidi.